# Pablo Nelson Saavedra
Pablo Nelson Saavedra est un joueur de rink hockey argentin né le 20 décembre 1989. Il évolue actuellement au sein du club toscan de Follonica.

## Parcours sportif

### Palmarès
En 2015, lors de sa première saison en France au sein du club de HC Quévert, il parvient  à réaliser le doublé Coupe de France et championnat.